# Polskie bataliony obrony terytorialnej
Polskie bataliony obrony terytorialnej – lista polskich batalionów obrony terytorialnej, ich numery JW i miejsce stacjonowania

## bataliony obrony terytorialnej ludowego Wojska Polskiego
| Nazwa batalionu obrony terytorialnej                                 | numer JW | Miejsce stacjonowania          |
| -------------------------------------------------------------------- | -------- | ------------------------------ |
| Bielski batalion Obrony Terytorialnej                                | JW 1443  | Bielsk Podlaski                |
| batalion piechoty Obrony Terytorialnej                               | JW 3131  | Bielsko-Biała                  |
| Bolesławiecki batalion Obrony Terytorialnej                          | JW 4709  | Bolesławiec                    |
| Chorzowski batalion Obrony Terytorialnej                             | JW 1819  | Chorzów                        |
| Chrzanowski batalion OT im. Ludowych partyzantów Ziemi Chrzanowskiej | JW 2280  | Górka                          |
| Ciechanowski batalion Obrony Terytorialnej                           | JW 3542  | Ciechanów                      |
| Częstochowski batalion piechoty Obrony Terytorialnej                 | JW 2061  | Częstochowa, Zabrze            |
| Gorzowski batalion Obrony Terytorialnej                              | JW 4667  | Gorzów Wielkopolski            |
| Kaliski batalion Obrony Terytorialnej                                | JW 1930  | Kalisz                         |
| Koniński batalion Obrony Terytorialnej                               | JW 1895  | Konin                          |
| Kozielski batalion Obrony Przed Bronią Masowego Rażenia OT           | JW 2141  | Koźle                          |
| Leski batalion Obrony Terytorialnej                                  | JW 2514  | Myczkowce                      |
| Leszczyński batalion Obrony Terytorialnej                            | JW 3657  | Leszno                         |
| Lubelski batalion Obrony Terytorialnej                               | JW 4480  | Lublin                         |
| Lwówecki batalion Obrony Terytorialnej im. ppor. Franciszka Drosika  | JW 2322  | Płakowice                      |
| Łomżyński batalion Obrony Terytorialnej                              | JW 4521  | Łomża                          |
| Miński batalion Obrony Terytorialnej                                 | JW 4506  | Mińsk Mazowiecki               |
| Morąski batalion Obrony Terytorialnej                                | JW 1463  | Morąg                          |
| Nyski batalion Obrony Terytorialnej                                  | JW 4636  | Nysa                           |
| Oleśnicki batalion Obrony Terytorialnej                              | JW 1952  | Oleśnica                       |
| Oławski batalion Obrony Terytorialnej                                | JW 3003  | Jelcz                          |
| Opatowski batalion OT im. kpt. Wasyla Wojczenki „Saszki”             | JW 1558  | Ostrowiec Świętokrzyski        |
| Opolski batalion Obrony Terytorialnej                                | JW 3731  | Opole                          |
| Ostrowski batalion Obrony Terytorialnej                              | JW 4644  | Ostrów Wielkopolski            |
| Oświęcimski batalion Obrony Terytorialnej im. Leona Laska            | JW 5626  | Oświęcim                       |
| Pilski batalion Obrony Terytorialnej                                 | JW 3707  | Piła                           |
| Płocki batalion Obrony Terytorialnej                                 | JW 2261  | Płock                          |
| Praski batalion Obrony Terytorialnej                                 | JW 3636  | Warszawa                       |
| Puławski batalion Obrony Terytorialnej                               | JW 2939  | Puławy                         |
| Raciborski batalion Obrony Terytorialnej                             | JW 1831  | Racibórz                       |
| Radomski batalion Obrony Terytorialnej                               | JW 4488  | Radom                          |
| Rybnicki batalion Obrony Terytorialnej                               | JW 1793  | Rybnik                         |
| Rycki batalion Obrony Terytorialnej                                  | JW 2928  | Ułęż                           |
| Rzeszowski batalion Obrony Terytorialnej                             | JW 4528  | Rzeszów                        |
| Starachowicki batalion OT im. Ludowych Partyzantów Ziemi Iłżeckiej   | JW 2268  | Zębiec                         |
| Świdnicki batalion Obrony Terytorialnej                              | JW 1979  | Świdnica                       |
| Tarnowski batalion Obrony Terytorialnej                              | JW 4500  | Tarnów                         |
| Tyski batalion Obrony Terytorialnej                                  | JW 3128  | Lędziny, Tychy                 |
| Wałbrzyski batalion Obrony Terytorialnej                             | JW 2334  | Książ                          |
| Wrzesiński batalion Obrony Terytorialnej                             | JW 3216  | Września                       |
| Zgorzelecki batalion Obrony Terytorialnej                            | JW 3602  | Zgorzelec                      |
| Zielonogórski batalion Obrony Terytorialnej                          | JW 1996  | Czerwieńsk, Zielona Góra       |
| Żagański batalion Obrony Terytorialnej                               | JW 2019  | Żagań                          |
| 1 batalion piechoty Obrony Terytorialnej                             | JW 2018  | Gliwice                        |
| 2 batalion piechoty Obrony Terytorialnej                             | JW 2036  | Zabrze                         |
| 3 batalion piechoty Obrony Terytorialnej                             | JW 2061  | Radzionków                     |
| 4 batalion piechoty Obrony Terytorialnej                             | JW 2067  | Gliwice Zabrze Tychy           |
| 4 batalion inżynieryjny Wojsk OT m. ppłk. A. Wnukowskiego            | JW 3481  | Rzeszów                        |
| 5 batalion piechoty Obrony Terytorialnej                             | JW 2086  | Międzyrzecz, Milowice          |
| 6 batalion piechoty Obrony Terytorialnej                             | JW 2091  | Zabrze-Makoszowy               |
| 7 batalion inżynieryjno-drogowy Obrony Terytorialnej                 | JW 2099  | Gliwice                        |
| 8 batalion Obrony przed Bronią Masowego Rażenia OT                   | JW 2119  | Bytom                          |
| 10 batalion piechoty Obrony Terytorialnej                            | JW 3319  | Pawłowice, Pniówek, Jastrzębie |
| 11 batalion Obrony Terytorialnej                                     | JW 3359  | Zawiercie                      |
| 11 batalion piechoty Obrony Terytorialnej                            | JW 2340  | Dąbrowa Górnicza               |
| 12 batalion piechoty Obrony Terytorialnej                            | JW 2095  | Warszawa                       |
| 13 batalion piechoty Obrony Terytorialnej                            | JW 2069  | Warszawa                       |
| 14 batalion piechoty Obrony Terytorialnej                            | JW 2116  | Warszawa                       |
| 15 batalion piechoty Obrony Terytorialnej                            | JW 2101  | Warszawa                       |
| 16 batalion piechoty OT im. Władysława Broniewskiego                 | JW 2491  | Siedlce                        |
| 17 batalion piechoty Obrony Terytorialnej                            | JW 2273  | Łowicz                         |
| 19 batalion Obrony Terytorialnej                                     | JW 3959  | Gliwice                        |
| 57 batalion remontowo-budowlany Obrony Terytorialnej                 | JW 2899  | Radzyń Podlaski                |
| 59 batalion remontowo-budowlany Obrony Terytorialnej                 | JW 2994  | Świdnica                       |

## bataliony lekkiej piechoty
| Nazwa batalionu                                                                | Miejsce stacjonowania    |
| ------------------------------------------------------------------------------ | ------------------------ |
| 11 batalion lekkiej piechoty                                                   | Białystok                |
| 12 batalion lekkiej piechoty                                                   | Suwałki                  |
| 13 batalion lekkiej piechoty                                                   | Łomża                    |
| 14 batalion lekkiej piechoty                                                   | Bielsk Podlaski/Hajnówka |
| 21 Lubelski batalion lekkiej piechoty im. kpt. Zdzisława Brońskiego ps."Uskok" | Lublin                   |
| 22 Dębliński batalion lekkiej piechoty im. mjr. Mariana Bernaciaka ps."Orlik"  | Dęblin                   |
| 23 Bialski batalion lekkiej piechoty im. por. Roberta Domańskiego ps."Florian" | Biała Podlaska           |
| 24 batalion lekkiej piechoty                                                   | Chełm                    |
| 25 batalion lekkiej piechoty                                                   | Zamość                   |
| 31 batalion lekkiej piechoty                                                   | Rzeszów                  |
| 32 batalion lekkiej piechoty im. płk. Łukasza Cieplińskiego                    | Nisko                    |
| 33 batalion lekkiej piechoty im. ppłk. Adama Lazarowicza                       | Dębica                   |
| 34 batalion lekkiej piechoty im. mjr. Władysława Koby                          | Jarosław                 |
| 35 batalion lekkiej piechoty                                                   | Sanok                    |
| 41 batalion lekkiej piechoty                                                   | Giżycko                  |
| 42 batalion lekkiej piechoty                                                   | Morąg                    |
| 43 batalion lekkiej piechoty                                                   | Braniewo                 |
| 44 batalion lekkiej piechoty                                                   | Ełk                      |
| 45 batalion lekkiej piechoty                                                   | Olsztyn                  |
| 51 batalion lekkiej piechoty                                                   | Ciechanów                |
| 52 batalion lekkiej piechoty                                                   | Komorowo                 |
| 53 batalion lekkiej piechoty                                                   | Siedlce                  |
| 54 batalion lekkiej piechoty                                                   | Zegrze Południowe        |
| 61 batalion lekkiej piechoty                                                   | Grójec                   |
| 62 batalion lekkiej piechoty                                                   | Radom                    |
| 64 batalion lekkiej piechoty                                                   | Płock                    |
| 65 batalion lekkiej piechoty                                                   | Pomiechówek              |
| 71 batalion lekkiej piechoty                                                   | Malbork                  |
| 73 batalion lekkiej piechoty                                                   | Słupsk                   |
| 81 batalion lekkiej piechoty                                                   | Toruń                    |
| 82 batalion lekkiej piechoty                                                   | Inowrocław               |
| 83.batalion lekkiej piechoty                                                   | Grudziądz                |
| 91 batalion lekkiej piechoty                                                   | Zgierz                   |
| 92 batalion lekkiej piechoty                                                   | Kutno                    |
| 93 batalion lekkiej piechoty (planowany)                                       | Łask                     |
| 94 batalion lekkiej piechoty (planowany)                                       | Piotrków Trybunalski     |
| 101 batalion lekkiej piechoty                                                  | Kielce                   |
| 102 batalion lekkiej piechoty                                                  | Sandomierz               |
| 103 batalion lekkiej piechoty                                                  | Ostrowiec Świętokrzyski  |
| 111 batalion lekkiej piechoty                                                  | Rząska                   |
| 112 batalion lekkiej piechoty                                                  | Oświęcim                 |
| 113 batalion lekkiej piechoty                                                  | Tarnów                   |
| 114 batalion lekkiej piechoty                                                  | Limanowa                 |
| 122 batalion lekkiej piechoty                                                  | Dolaszewo                |
| 124 batalion lekkiej piechoty                                                  | Śrem                     |
| 125 batalion lekkiej piechoty                                                  | Leszno                   |
| 151 batalion lekkiej piechoty                                                  | Skwierzyna               |
| 131 batalion lekkiej piechoty                                                  | Gliwice                  |
| 132 batalion lekkiej piechoty                                                  | Częstochowa              |
| 131 batalion lekkiej piechoty                                                  | Kuźnia Raciborska        |
| 133 batalion lekkiej piechoty                                                  | Cieszyn                  |
| 171 batalion lekkiej piechoty                                                  | Brzeg                    |
| 141 batalion lekkiej piechoty                                                  | Choszczno                |
| 142 batalion lekkiej piechoty                                                  | Trzebiatów               |
| 161 batalion lekkiej piechoty                                                  | Wrocław / Kłodzko        |
| 162 batalion lekkiej piechoty                                                  | Głogów                   |